# Феноменологическая социология
Феноменологическая социология — направление социологии, основанное на феноменологическом методе.
Основываясь на философской феноменологии Эдмунда Гуссерля, Альфред Шюц предложил микросоциологический подход, также названный как феноменология. Шюц наблюдал за тем, как обычные члены общества создают и воссоздают мир, в котором они живут, свой жизненный мир.
Для Шюца было важно заключить в скобки сильно усвоенные вопросы жизни, чтобы правильнее понять жизненный мир исследуемых социальных объектов.
Исходная посылка феноменологической социологии: индивид не является пленником социальной структуры, социальная реальность постоянно воссоздается нами, зависима от нашего сознания и наших её интерпретаций. Соответственно, в фокус внимания социологии должна попасть человеческая субъективность. Однако взгляд на неё с позиции внешнего наблюдателя как минимум непродуктивен, не позволяет «пробиться» к её истокам. Следовательно, необходимо погружение в мир, в котором живет человек, то есть в мир жизни или жизненный мир.
Любая адекватная своему предмету социологическая стратегия должна: 1) исходить из «взятия в скобки» вопроса о существовании мира объектов вне сознания; 2) провести феноменологическую редукцию, то есть освободиться от «пред-взятостей» видения и обнаружить исходное значимое для всякого субъекта, разделяемое им (но не независимое от него); 3) зафиксировать естественную установку (естественное, «незатемненное» наработанными условностями и абстракциями непосредственное отношение к миру), которая возможна только в жизненном мире; 4) дать анализ-реконструкцию возможных согласований-пониманий, достигаемых субъектами в интерсубъективном взаимодействии-общении и выявить основополагающие принципы и механизмы конструирования при этом социокультурного мира.